# Gideon Ezra
Gideon Ezra (en hébreu: גדעון עזרא), né le 30 juin 1937 à Jérusalem et mort le 17 mai 2012, est un parlementaire à la Knesset israélienne. Ministre de l'environnement du 18 janvier 2006 au 31 mars 2009.
Il étudie la géographie et les sciences politiques à l'université de Haïfa.

## Parcours
- De 1955 à 1958, il sert dans la force de défense israélienne, dans le Nahal.
- De 1962 à 1995, il sert dans le Shabak. Il entre ensuite dans le secteur privé et travaille pour "Ituran (en)", une compagnie israélienne.
- En 1996, il est élu à la Knesset comme membre du parti Likoud.
- À la formation en décembre 2005 du nouveau parti d'Ariel Sharon, Kadima, il quitte le Likoud et rejoint Kadima.

## Fonctions
- Du 7 mars 2001 au 28 février 2003 : Vice-ministre de la Sécurité intérieure.
- Du 4 juillet 2004 au 31 août 2004 : Ministre par intérim du Tourisme.
- Du 6 septembre 2004 au 29 septembre 2004 : Ministre par intérim de la Sécurité publique.
- Du 29 novembre 2004 au 4 mai 2006 : Ministre de la Sécurité publique.
- Du 31 août 2004 au 10 janvier 2005 : Ministre du Tourisme.
- Du 18 janvier 2006 au 31 mars 2009 : Ministre de l'Environnement.